# Berthold de Méran
Berthold de Méran (allemand : Berthold von Andechs-Meran, hongrois : Merániai Bertold, italien : Bertoldo di Andechs-Merania ; v. 1182 - 23 mai 1251) est comte d'Andechs (comme Berthold V) à partir de 1204, archevêque de Kalocsa de 1206 à 1218, et patriarche d'Aquilée de 1218 jusqu'à sa mort.

## Jeunesse
Berthold de Méran naît vers 1182, fils cadet du comte bavarois Berthold IV von Diessen, qui est élevé au rang de duc de Méranie par l'empereur Frédéric Barberousse en 1183. Sa mère est Agnès de Wettin, membre de la dynastie saxonne des Wettin. Parmi ses frères et sœurs figurent le duc Othon II de Bourgogne, la reine française Agnès de Méranie, épouse de Philippe II Auguste, la reine hongroise Gertrude de Méran et sainte Edwige de Silésie.
Berthold, choisi pour une carrière ecclésiastique, devient prévôt au chapitre de la cathédrale de l'archidiocèse de Bamberg en 1203, grâce à l'intercession et à l'influence de son frère aîné Ekbert, l'évêque local. Berthold occupe ce poste jusqu'en 1205.

## Archevêque de Kalocsa

### Élection controversée
Berthold suit sa sœur Gertrude à la cour du roi André II de Hongrie, qui dans la première moitié de 1206, le fait nommer archevêque de Kalocsa, succédant à Jean (János). Le chapitre de la cathédrale l'élit sous la pression du couple royal hongrois. André II envoie une lettre au Saint-Siège afin de demander la confirmation papale de son élection. La nomination n'est pas reconnue par le pape Innocent III ; selon sa lettre au roi André II en juin 1206, le pape lance une enquête sur l'âge et la formation de Berthold sous la direction d'Eberhard von Regensberg, archevêque de Salzbourg. Le processus révèle que Berthold a peut-être 25 ans, ou un peu plus, et n'a pas la formation adéquate en droit canonique pour devenir suffragant. En conséquence, Innocent III refuse son élection en avril 1207, invoquant la violation du canon du troisième concile du Latran. À la demande du roi et du chapitre de la cathédrale (postulatio), le pape confirme toutefois Berthold comme archevêque de Kalocsa en décembre 1207. Il confie à son légat papal, le cardinal Gregorius de Crescentio, le soin de régler la question. Néanmoins, Berthold est nommé archevêque élu jusqu'en 1212. Il est plausible qu'il ait eu 30 ans cette année-là, ce qui est une condition pour l'élection d'un évêque ; Innocent III envoie son pallium peu de temps après.
À la suite de sa confirmation, Berthold quitte immédiatement son archidiocèse pour étudier à l'université de Vicence. Le pape s'indigne de cette décision : sa lettre, adressée à  André II en janvier 1209, dit que Berthold provoque l'indignation du peuple, car, en tant que prélat, il étudie parmi des étudiants ordinaires, exposant ses connaissances incomplètes et démontrant son indignité pour l'archevêché. Selon le pape, le siège archiépiscopal est dans un statut plus sévère que s'il était sede vacante. Il enjoint Berthold de retourner à Kalocsa, où il peut discrètement commencer ses études théologiques, sinon il le menace de le priver de sa charge. Dans le même temps, le pape réprimande le roi André pour l'avoir induit en erreur avec ses « demandes urgentes » lorsque, cédant à la pression, il a nommé un homme sans instruction pour être « l'évêque des évêques » (c'est-à-dire l'archevêque).

### Activité épiscopale
Peu de temps après son retour en Hongrie en 1209, Berthold suit les traces de son prédécesseur Jean et questionne la juridiction de primauté de l'archidiocèse d'Esztergom, considérant son siège archiépiscopal comme égal. Profitant de ses relations avec la famille royale, il cherche à s'extorquer des concessions et des privilèges au sein de la hiérarchie ecclésiastique en Hongrie contre Jean qui, cette fois, est un défenseur des intérêts d'Esztergom. En réponse aux attaques de Berthold, l'archevêque Jean demande au pape de confirmer le droit de sa dignité au couronnement du monarque hongrois en 1209. Berthold obtient un succès partiel ; un compromis du règlement de la querelle résurgente est proposé par un comité d'évêques appartenant aux deux archidiocèses, qui est présenté au pape par les évêques Robert de Veszprém et Pierre de Győr en 1211. La proposition dit que le droit de couronnement devrait appartenir à l'archevêque Esztergom, sauf en cas de rejet délibéré, d'obstacle, de détérioration de l'état de santé ou de sede vacante, auquel cas le processus devrait être effectué par l'archevêque de Kalocsa. Les soi-disant « seconds sacres » (lors d'événements festifs) doivent être célébrés conjointement. De plus, le document attache la collecte de la dîme après la frappe à Esztergom, mais Jean doit renoncer à tous ses droits (c'est-à-dire la surveillance des églises royales, des abbayes et des prévôtés, la juridiction ecclésiastique sur les fonctionnaires royaux) sur le territoire de la province de l'église de Kalocsa, conformément à la proposition. Les thèses du document sont également promues par André II lui-même. Cependant, sur plainte du chapitre de la cathédrale d'Esztergom, Innocent III refuse de contresigner le document le 12 février 1212, invoquant ses « conséquences néfastes » pour le royaume de Hongrie.

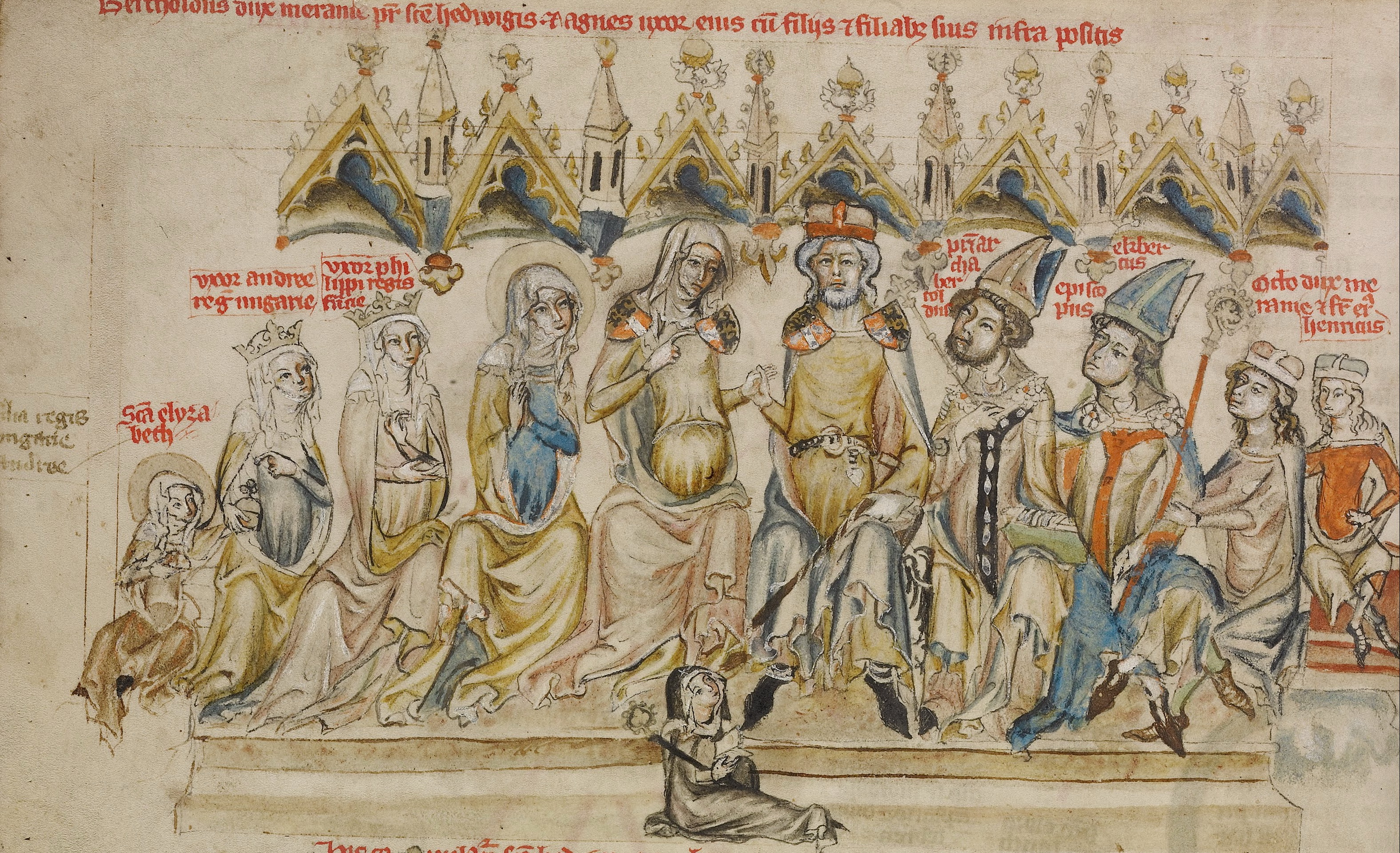
Berthold avec ses parents et ses sœurs, codex de sainte Hedwige, XVe siècle.

Berthold joue un rôle important dans l'implantation de l'ordre Teutonique en Transylvanie en 1211. Le pays de la Bârsa (hongrois : Barcaság), accordé à l'ordre teutonique par André II cette année-là, appartient au diocèse de Transylvanie, suffragant de l'archidiocèse de Kalocsa. Berthold considère que l'installation des chevaliers le long des Alpes de Transylvanie serait un moyen de défense de sa province ecclésiastique, contribuant au renforcement politique de Kalocsa dans le conflit de juridiction contre Esztergom. Il cherche également à établir un diocèse catholique séparé pour les Saxons de Transylvanie et à lancer des missions afin de convertir les Coumans. Dans ce but, il tente de transformer la prévôté de Szeben (aujourd'hui Sibiu en Roumanie), établie vers 1189 pour représenter les Saxons de Transylvanie et non soumise au diocèse de Transylvanie, en un évêché au sein de l'autorité ecclésiastique de Kalocsa. Innocent III rejette ce plan : il fait valoir que cette mesure violerait les droits de l'évêque de Transylvanie, ce qui signifie évidemment que le nouvel évêché aurait uni toutes les églises allemandes de Transylvanie et que la prévôté de Szeben, qui aurait été la base de l'évêché prévu, soit sous la juridiction spirituelle du Siège apostolique ou de l'archevêque d'Esztergom.
Berthold a peut-être reconstruit la cathédrale de Kalocsa en style gothique sur le modèle des cathédrales françaises à déambulatoire. Les murs de la cathédrale existante du XIe siècle n'ont pas été utilisés comme murs du nouvel édifice. Sur la base de la cohérence marquée des sculptures en pierre du nouveau bâtiment, l'historien de l'art Imre Takács a envisagé une construction rapide, presque de type « campagne », ce qui peut être une preuve que la rénovation de la cathédrale peut être liée à la rivalité politique contemporaine entre les archevêques Jean de Esztergom et Berthold de Kalocsa. Entre 1211 et 1214, Berthold juge plusieurs procès impliquant les possessions de l'abbaye de Pannonhalma, Sala (aujourd'hui Diakovce en Slovaquie) et Dinnye. Il agit également comme arbitre dans le procès entre l'évêque Robert de Veszprém et Uros de Pannonhalma concernant le droit de perception des dîmes dans le comté de Somogy.

### Ascension et chute
Phénomène inhabituel en Hongrie, à sa demande, la reine Gertrude participe au gouvernement. Son favoritisme envers son entourage allemand afflige de nombreux barons hongrois, qui craignent de perdre définitivement leurs fonctions et leur influence à la cour. Berthold est le principal bénéficiaire de cette situation politique. Malgré sa carrière ecclésiastique, il détient également des dignités laïques, pratique qui n'est pas répandue en Hongrie à cette époque : remplaçant Bánk Bár-Kalán, Berthold sert comme ban de Slavonie de 1209 à 1212 ; il est nommé Dalmacie Croacieque dux à ce titre en 1211 ; par la suite, il est nommé voïvode de Transylvanie, servant de 1212 à 1213 ; il est également nommé ispán des comtés de Bács-Bodrog en 1213.

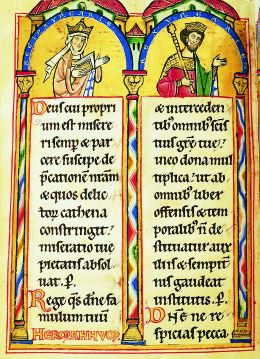
La reine Gertrude et le roi André II de Hongrie.

Début septembre 1213, lorsqu'André II prépare une campagne militaire en principauté de Galicie-Volhynie, il nomme sa femme, la reine Gertrude, et Berthold comme régents pendant son absence. La générosité d'André envers les parents et les courtisans allemands de sa femme mécontente les seigneurs locaux. La préférence indue de Berthold à l'instigation de sa sœur dégoûte les magnats hongrois. Le 28 septembre 1213, alors que le roi est en Galice-Volhynie, un groupe de seigneurs dirigé par Pierre, fils de Töre, ose un raid dans le camp de chasse de la reine dans les monts Pilis et assassine Gertrude et plusieurs de ses courtisans, tandis que Berthold, qui est malmené physiquement par les rebelles, échappe de peu à la mort avec Léopold VI d'Autriche, selon l'interprétation de l'historien Gyula Pauler. Seule la Chronique galicienne-volhynienne confirme la présence de Berthold lors de l'assassinat. Malgré l'authenticité douteuse du récit de la Chronique, l'historien Tamás Körmendi confirme la présence de Berthold car une lettre d'Innocent III à l'archevêque Jean d'Esztergom en janvier 1214 fait référence à l'assaut contre celui-ci. Selon la lettre du pape, pendant la rébellion, de nombreux membres du clergé et des moines de l'archidiocèse de Kalocsa ont subi des dommages physiques et matériels ; Innocent III ordonne à Jean d'excommunier les auteurs. De plus, le pape envoie également une lettre aux « ducs de Pologne » pour qu'ils n'offrent aucun refuge aux auteurs qui pourraient fuir à l'étranger. Quand André II apprend le meurtre de Gertrude, il retourne en Hongrie et ordonne l'exécution de Pierre, fils de Töre. À sa demande, les évêques Pierre de Győr et Robert de Veszprém escortent l'impopulaire Berthold jusqu'à la frontière autrichienne fin 1213, protégé par les armées épiscopales de Győr et Veszprém. Berthold emporte avec lui les trésors de sa défunte sœur d'une valeur totale de 7 000 marks, ce qui suscite la colère d'André II, qui s'en plaint au pape et menace d'indemniser le trésor royal du produit de l'archidiocèse. L'affaire est peut-être rapidement réglée, car Berthold peut retourner en Hongrie dans la première moitié de 1214,.
Bien que Berthold soit revenu en Hongrie en 1214, le roi André II, apprenant certainement des expériences précédentes, ne lui donne plus autant d'influence politique et de pouvoir territorial qu'auparavant. Berthold confirme une lettre de donation d'Étienne Ier, évêque de Zagreb en 1215. Avec l'archevêque Jean et plusieurs suffragants hongrois, il participe au quatrième concile du Latran en 1215. De retour en Hongrie, il ordonne une lecture obligatoire de l'hagiographie de saint Étienne Ier de Hongrie (écrite par Hartvik) dans les églises de son archidiocèse, avec l'autorisation du pape la même année. En 1216, le pape Honorius III confirme le droit de Berthold de nommer librement les recteurs de ses églises, qui n'ont aucun devoir pastoral. Le monarque hongrois le charge de superviser la livraison du sel aux chanoines de l'archidiocèse de Zagreb à Szeged en 1217. Dans la première moitié de 1217, avant de lancer la cinquième croisade, André II lui confie son fils aîné et héritier Béla. Berthold emmène son neveu âgé de 11 ans, à Steyr dans le duché d'Autriche.

## Patriarche d'Aquilée

### Prélat Gibelin
Après la mort de Wolfgar d'Erla en janvier 1218, certains membres du chapitre local de la basilique patriarcale d'Aquilée proposent Berthold comme patriarche d'Aquilée, tandis que d'autres soutiennent l'élection d'Ulrich, un chanoine du chapitre. Le pape Honorius III, après avoir enquêté sur l'affaire, déclare invalide la postulation et le résultat de l'élection, invoquant une violation du droit canonique. Il place la fonction sous sa propre autorité et nomme Berthold patriarche d'Aquilée le 27 mars 1218,. Son transfert de Kalocsa à Aquilée prend plusieurs mois. En juillet 1218, Honorius III charge l'archevêque et patriarche élu Berthold de consacrer « un évêque de Cumania ». La création de l'éphémère diocèse catholique romain de Cumania n'a lieu qu'une décennie plus tard sous l'autorité de l'archevêque Robert d'Esztergom. La nomination de Berthold comme patriarche d'Aquilée marque une avancée significative dans sa carrière ecclésiastique, grâce à laquelle il peut représenter encore plus les intérêts de sa famille, dans un patriarcat situé dans le nord-est de l'Italie, près de son fief impérial du duché de Méranie. Au cours de son patriarcat, il mène plusieurs campagnes réussies pour consolider son pouvoir contre le comté de Goritz, Trévise et l'Istrie rebelle, formant à cet effet une alliance avec Padoue et la république de Venise ; il agrandit la zone fortifiée de sa capitale, Cividale.

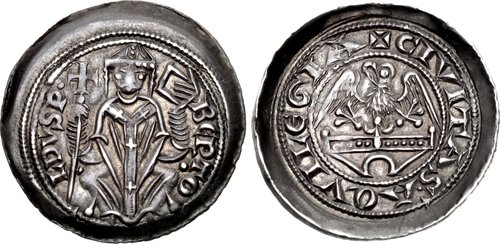
Monnaies du patriarche Berthold.

Berthold assure sa position en étant un fidèle partisan de Frédéric II Hohenstaufen contre les villes italiennes de la Ligue lombarde. Il assiste au couronnement papal de Frédéric II escorté de 2 000 chevaliers, à Rome, en novembre 1220. Il escorte l'empereur en Terre sainte lors de la sixième croisade (1228–1229). Il participe à la reconsécration de l'église du Saint-Sépulcre (Jérusalem) en 1229. L'historien allemand Edmund von Oefele a soutenu que lors du conflit acharné entre l'empereur et le pape Grégoire IX, sa loyauté envers Frédéric lui a valu une excommunication papale en 1229, qui a néanmoins été révoquée deux ans plus tard à l'intercession du roi André II de Hongrie (d'autres historiens ont des opinions divergentes sur la cause de l'excommunication). En tant que représentant de l'empereur, Berthold est l'un des témoins du traité de San Germano en juillet 1230. Il assiste également à la Diète d'Empire à Ravenne et en accueille une autre à Cividale del Friuli en 1231-1232, ainsi que les négociations entre Frédéric II et son fils rebelle Henri II de Souabe au printemps 1232. À la suite de la défaite d'Henri, Frédéric II confie à Berthold le soin de transporter son fils capturé à Rocca San Felice dans les Pouilles en 1235. Après que l'empereur Frédéric ait ostracisé Frédéric II d'Autriche de son royaume en raison de son implication dans la rébellion d'Henri, les frères Berthold et Ekbert envahissent le duché de Styrie en 1236. Ils capturent leur propre nièce Agnès, la femme de Frédéric, lors du siège du château de Riegersburg. Berthold est présent à Vienne au début de 1237, lorsque l'empereur obtient le titre de roi des Romains pour son fils Conrad âgé de 9 ans. En 1238, Agnès retrouve son oncle Berthold à l'occasion de l'implantation du monastère de Michelstetten en Carniole par des religieuses dominicaines de Vienne ; plus tard, il négocie le mariage entre Agnès et son second mari Ulrich III de Carinthie.
Même après sa nomination comme patriarche, Berthold reste en contact avec le royaume de Hongrie. Selon l'historien Gábor Barabás, Grégoire IX le réprimande en juin 1229, alors qu'il empêche le roi André II de tenir la promesse de mener une croisade en Terre Sainte. Le pape envoie une lettre avec un contenu et un ton similaires à l'évêque Ekbert de Bamberg, le frère de Berthold. Il suspend même temporairement et excommunie les frères. En revanche, l'historien Gergely Kiss considère que les punitions ecclésiastiques infligées à Berthold et Ekbert sont liées aux relations tendues entre la Hongrie et l'Autriche. En octobre 1234, Grégoire IX demande à Berthold d'obtenir le consentement de son ancien beau-frère André II pour le retour de l'ordre Teutonique en Transylvanie (les chevaliers ont été expulsés de Hongrie une décennie plus tôt pour avoir tenté d'éliminer la suzeraineté d'André du pays de la Bârsa) ou du moins pour les indemniser de leurs pertes.

### Tournant guelphe

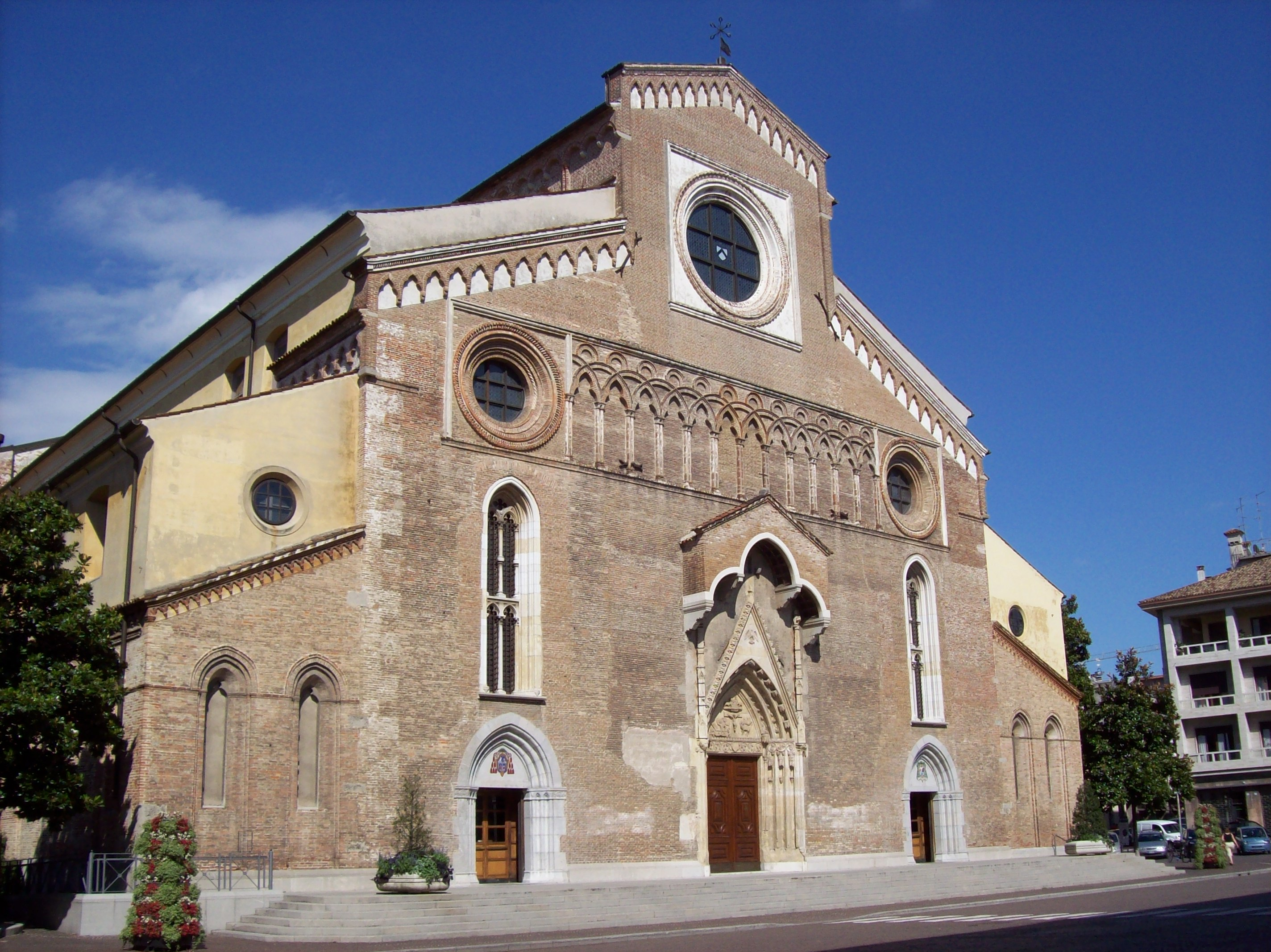
Cathédrale d'Udine dont Berthold a ordonné la construction après 1238.

En 1238, Berthold déplace la capitale du patriarcat de Cividale à Udine, où il donne l'ordre d'ériger une cathédrale. Sous sa direction, le patriarcat a une économie et une vie culturelle florissantes, soutenues par un bon réseau routier. Udine, située dans le centre du Frioul, qui est la résidence préférée de Berthold et de ses successeurs depuis le milieu du XIIIe siècle, devient rapidement une grande ville. Berthold accorde le droit d'y organiser des foires commerciales. Pendant le règne de Berthold, le parlement frioulan commence à évoluer, à partir de conseils patriarcaux ad hoc de taille de plus en plus grande, convoqués pour la première fois en 1231 pour obtenir le soutien financier et militaire des barons frioulans dans les guerres quasi continues des patriarches avec leurs voisins. Berthold accorde diverses exonérations fiscales à la noblesse du Frioul à partir de 1245. Il cherche à empêcher l'expansion du cruel condottiere Ezzelino III da Romano, qui tente d'étendre son influence sur Aquilée (ou le Frioul), malgré le fait que Berthold et Ezzelino soit de solides soutiens du parti Gibelin pro-empereur.
Berthold est présent au siège de Brescia en octobre 1238, où les Guelfes forcent Frédéric II à lever le siège. Lorsque Grégoire IX excommunie l'empereur au début de 1239, Berthold hésite à annoncer la censure ecclésiastique dans son patriarcat. En conséquence, il est également excommunié. Il s'allie à Ezzelino dans leur campagne conjointe contre Trévise, qui s'est rebellée contre Frédéric. Les neveux de Berthold, le roi Béla IV de Hongrie et le duc Coloman de Galicie demandent au pape d'absoudre leur oncle maternel de l'excommunication. Grégoire IX ne peut pas refuser la pétition de ceux qu'il décrit « parmi les dirigeants chrétiens, en particulier les rois aimables" », bien qu'il ait une condition, à savoir que Berthold comparaisse personnellement devant la cour papale. Son cas n'aboutit pas rapidement malgré la promesse de Grégoire. Le pape charge son sous-diacre, Gregorio di Montelongo, de l'absoudre dès janvier 1241. Bientôt, les Mongols envahissent la Hongrie, puis attaquent le Saint-Empire romain germanique. Berthold rassemble ses troupes et participe à la défense le long de la frontière autrichienne avec plusieurs autres seigneurs et prélats. Il s'enfuit dans les Pouilles au printemps 1242. Avec l'empereur, il exhorte le pape Innocent IV nouvellement couronné, à lancer une croisade contre les Mongols. Innocent IV charge le patriarche de mener une croisade en Hongrie en juillet 1243. Il est mandaté avec la même tâche au premier concile de Lyon en 1245, mais aucune campagne n'a eu lieu dans les deux cas. Pendant le conseil, Frédéric II est excommunié de nouveau. Pour se sortir de sa situation difficile et éviter l'excommunication et l'isolement politique, Berthold reconsidère son allégeance politique et s'éloigne de plus en plus de l'empereur au fil des ans, même après la mort de son neveu Otton III de Bourgogne en 1248, qui entraîne la fin du duché de Méranie. Dans ses dernières années, Berthold tente d'arbitrer entre l'empereur et le pape, mais finalement en vain. Il conclut une alliance de défense avec les cités-états voisines de Brescia, Mantoue et Ferrare afin de repousser une éventuelle campagne punitive de Frédéric II. L'empereur charge Meinhard de Goritz de la confiscation de tous les biens de Berthold en Styrie et en Carinthie.
À la suite de l'abolition du duché de Méranie, Berthold adjoint de grands domaines au patriarcat, par exemple Windischgrätz (aujourd'hui Slovenj Gradec en Slovénie). Il meurt à Aquilée le 23 mai 1251. Il est enterré dans la basilique patriarcale de la ville. Avec la mort de Berthold, sa lignée des comtes d'Andechs s'éteint. Il est également le dernier d'une longue lignée de patriarches allemands d'Aquilée. Son successeur Gregorio di Montelongo avait dirigé une coalition guelfe contre l'empereur Frédéric II.

## Postérité
La chronique rimée autrichienne Chronicon rhythmicum Austriacum est le premier ouvrage connu, qui conserve l'histoire présumée comme quoi Berthold a violé la femme d'un puissant seigneur Bánk Bár-Kalán, cause immédiate de l'assassinat de sa sœur, la reine Gertrude, qui a agi comme procureuse lors de l'adultère en septembre 1213. La chronique a été compilée par un ecclésiastique hongrois de l'abbaye de Klosterneuburg en Basse-Autriche vers 1270. Son texte a été utilisé par les annales dominicaines de Vienne, les Annales Praedicatorum Vindobonensium, à la fin du XIIIe siècle. La chronique illuminée du XIVe siècle Chronicon Pictum reprend également l'histoire, affirmant qu'un des frères de Gertrude a violé la femme de Bánk, mais ne mentionne pas Berthold par son nom. Ce récit a contribué de manière décisive à enraciner l'histoire dans la chronique et la tradition historiographique hongroises et par la suite, dans la littérature et la culture de langue hongroise.
La chronique du monastère familial, l'abbaye de Dießen, a repris l'histoire, mais nie la responsabilité de Gertrude, tout comme les trois chroniques d'auteurs bavarois du XVe siècle, le Chronkon universale d'Andreas de Ratisbonne, le Chronicon Bavariae d'Ulrich Onsorg et le Chronicon Baioariorum de Veit Arnpeck. Les trois ouvrages conviennent que Berthold a forcé une noble hongroise à commettre l'adultère avec lui.
Berthold a fait don de deux codex au chapitre de la cathédrale de Cividale, le psautier d'Egbert (Psalterium Egberti) et le psautier de sainte Élisabeth qui était la fille de Gertrude et la nièce de Berthold.